# Korunovace ruských panovníků

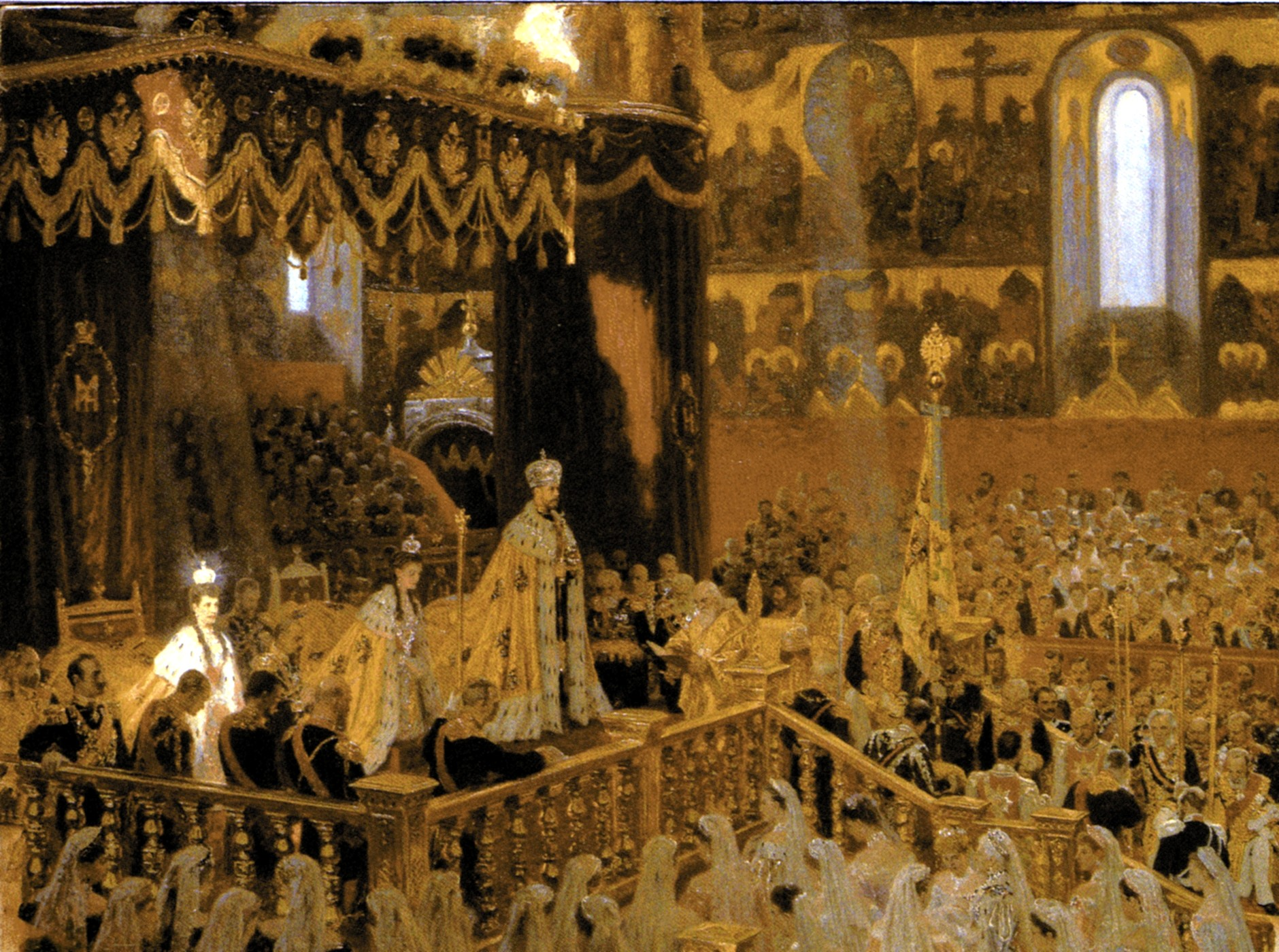
Korunovace cara Mikuláše II. a Alexandry Fjodorovny, 1896

Korunovace ruských panovníků je někdejší církevní obřad Ruské pravoslavné církve, státní církve Ruského impéria, při kterém byl ruský panovník (obvykle car) korunován, byly mu svěřeny panovnické symboly a poté byl pomazán křižmem, čímž byl formálně stvrzen a duchovně požehnán počátek jeho vlády. K praktickému výkonu vlády nebyla korunovace nutná a nový panovník nastoupil na trůn po smrti předchozího panovníka.
Ačkoli je pravděpodobné, že již starší panovníci Moskevského knížectví byli korunováni před dobou vlády Ivana III., známý korunovační rituál zjevně vycházel z byzantských zvyklostí, což bylo výsledkem vlivu manželky Ivana III. Sofie Paleologovny a také imperiálních ambic jeho vnuka, Ivana IV. Tyto byzantské prvky přetrvaly od doby, kdy se Moskevské knížectví transformovalo nejprve na Ruské carství, poté na Ruské impérium až do konce monarchie v roce 1917. Protože si carské Rusko dělalo nároky na titul „Třetí Řím“ a na nástupnictví Byzance jako pravého křesťanského státu, byl ruský obřad koncipován jako spojení panovníků a pravoslavného duchovenstva s tradicemi tzv. „Druhého Říma“ včetně imperiálního poslání ochrany pravoslaví.

## Průběh korunovace

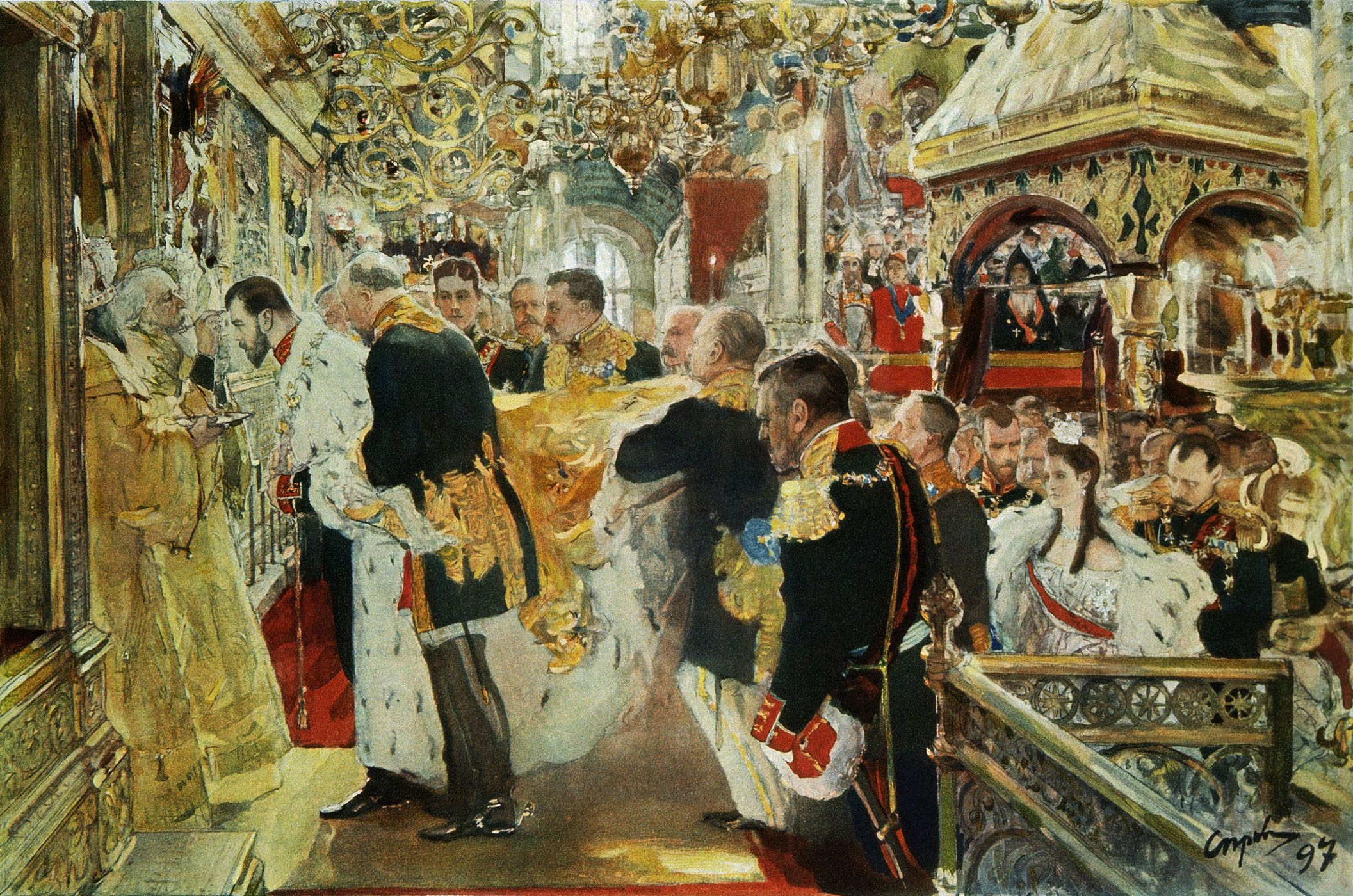
Car Mikuláš II. přijímá pomazání čela od metropolity. Malba od Valentina Serova

### Liturgie
Na začátku liturgie car snímá korunu a nasazuje si ji opět teprve na jejím konci. Jsou předčítány pasáže z evangelia, po jeho skončení car evangelium políbí.
Během zpěvu kinonikonu, přijímají nejprve kněží svaté přijímání u oltáře. Po dokončení kinonikonu a svatého přijímání začíná obřad pomazání cara. Carský pár se odebere k ikonostasu, kde mezitím carští dignitáři přichystali korunovační regálie. Zatímco se car postaví na předem připravený zlatý koberec, panovnice zůstává v pozadí. Metropolita dává pomazání carovi. Poté je pomazána na čelo také carevna. Znovu se rozezvučí zvony a salvy z děl oznamující právě dovršený děj.
Metropolita pak vede cara carskými vraty v ikonostasu do oltáře ke svatému přijímání. Car se před oltářem ukloní a přijímá svaté přijímání, neboli kněžskou eucharistii. Archiepiskop pak panovníkovi podává antidoron a víno, poté, co mu předtím jiný duchovní podal vodu k omytí. Poté se car s insigniemi odebere zpět na trůn. Dle tradičního postupu obdrží carevna eucharistii u carských vrat, poté následuje cara na trůn. Zpovědník cara pak vysloví díkuvzdání a nakonec protodiákon udělí závěrečné požehnání.
„Dejž, ó Pane, šťastný a klidný život, zdraví a blaho a zdar ve všem, ochranu a převahu nad nepřítelem, našemu milostivému zbožnému a pravověrnému, křesťanskému, samovládnému a velkému panovníkovi, z Boží vůle korunovanému, nejvyššímu a požehnanému pomazanému caru, samovládci celé Rusi, a jeho manželce, zbožné a pravověrné, korunované, nejvyšší a pomazané carevně a zachovej je na mnohá léta.“
Sbory znovu zpívají provolání holdu v trojnásobném „Mnogaja lěta“ a přítomní světští i duchovní stavové vzdávají hold korunovanému páru trojnásobnou úklonou. Panovnický pár políbí žehnající kříž. Liturgie je dovršena a průvod vychází z chrámu.

### Místo korunovace
Tradičním místem korunovace byl uspenský chrám, který se nachází v Moskevském Kremlu. První korunovace zde proběhla v roce 1498, kdy velkokníže moskevský Ivan III. nechal korunovat tzv. Monomachovou čapkou svého vnuka Dmitrije na velikého knížete „Moskvy a Vladimiru a vší Rusi“. Roku 1547 následovala první carská korunovace Ivana IV. Od té doby až do svržení monarchie se zde konaly panovnické korunovace. Korunovace posledního cara Mikuláše II. a jeho manželky carevny Alexandry Fjodorovny proběhla 26. května 1896.

### Korunovace cara

Kresba imperátorské koruny

Po slovech korunovační modlitby dal panovník pokyn metropolitovi a přijal korunu z jeho rukou. Ten mu ji nasadil na hlavu a přitom vzýval jméno Nejsvětější Trojice.
Tato část byla zachována jako připomínka volby byzantských císařů, což byl symbol toho, že moc, jež byla carovi svěřena, byla chápána také jako pokračování křesťanského Římského impéria (nebo Byzance), a že pocházela přímo od Boha. Modlitba metropolity nebo patriarchy, podobně jako u patriarchy cařihradského při korunovaci byzantských panovníků, stvrzovala jeho vládu.

### Korunovace carevny
Carevna Marie Fjodorovna korunována v roce 1797 byla teprve třetí korunovanou manželkou cara. Před ní to byly Marina Mniszková (žena Lžidimitrije I.) v roce 1606 a Kateřina v roce 1724 (žena Petra I.). Před reformami cara Petra I. se ruská pravoslavná církev bránila korunování manželek panovníků. Petr Veliký se snažil zavedením korunovace carevny přiblížit západním monarchiím.

## Seznam korunovací carů a careven
|  | Jméno (data)                                                   | nástup na trůn    | korunovace             | poznámky ke korunovaci |
|  | -------------------------------------------------------------- | ----------------- | ---------------------- | --- |
|  | Dmitrij Ivanovič (* 1483; † 1509)                              | -                 | 4. února 1498          | Vnuk velkoknížete Ivana III., který si nárokoval od roku 1478 nekorunovaný titul „car“. Ten jako první v ruských dějinách nechal při korunovačním obřadu korunovat spoluregent[zdroj?]. Obřad byl silně ovlivněn vzorem ze spoluregentství v Byzantské říši 10. století. Zde se již také objevuje zasypávání carů mincemi.                                                 |
|  | Vasilij III. (* 1479; † 1533)                                  | 27. října 1505    | 14. dubna 1502         | Zda byl Vasil III. skutečně korunován, není z dějinných listin zřejmé. |
|  | Ivan IV. „Hrozný“ (* 25. srpna 1530; † 18. března 1584)        | 4. prosince 1533  | 16. ledna 1547         | Ivan IV. byl prvním korunovaným carem na Rusi. Jeho obřad se zakládal na korunovačním obřadu byzantských císařů 14. století. Ivan byl korunován Monomachovou čapkou z rukou metropolity. |
|  | Fjodor I. (* 31. května 1557; † 6. ledna 1598)                 | 18. března 1584   | 31. května 1584        | Poslední korunovaný car z dynastie Rurikovců. Jako první car obdržel svaté přijímání před oltářem |
|  | Boris Godunov (* 1552; † 13. dubna 1605)                       | 17. února 1598    | 3. nebo 9. března 1598 | Zvolen za cara a korunován Zemským soborem. Korunovace je poprvé celebrována moskevským patriarchou. |
|  | Dimitrij II., zv. „Lžidimitrij“ (* ca 1580; † 17. května 1606) | 20. června 1605   | 21. července 1605      | Podvodník korunovaný jako car „Dimitrij“. Nechal korunovat také svou manželku Marinu, čímž zavedl tradici, která se ustálila po celou dobu carství. |
|  | Vasilij IV. (* 22. září 1552; † 12. září 1612)                 | 19. května 1606   | 1. června 1606         | žádné |
|  | Michal I. (* 12. července 1596; † 13. července 1645)           | 21. února 1613    | 11. července 1613      | Zakladatel dynastie Romanovců. Michal I. byl zvolen carem. Nakolik byla jeho korunovace slavnostní po smutných letech není známo. |
|  | Alexej I. (* 10. března 1629; † 29. ledna 1676)                | 13. července 1645 | 28. září 1645          | žádné |
|  | Fjodor III. (* 30. května 1661; † 27. dubna 1682)              | 30. ledna 1676    | 16. června 1676        | Jako první car přijal Fjodor III. svaté přijímání před oltářem. Zasypávání carů mincemi se změnilo tak, že mince byly rozhazovány před panovníkem. |
|  | Ivan V. (* 27. srpna 1666; † 29. ledna 1696)                   | 26. května 1682   | 25. června 1682        | Dvojkorunovace s Petrem I. První a jediná dvojkorunovace v Rusku. Byl zhotoven také zvláštní dvojtrůn. |
|  | Petr I. Veliký (* 30. května 1672; † 28. ledna 1725)           | 27. dubna 1682    | 25. června 1682        | Dvojkorunovace s Ivanem V. Pro účely tohoto ceremoniálu musely být částečně zhotoveny nové regálie, jako např. druhá Monomachova čapka. |
|  | Jméno                                                          | nástup na trůn    | korunovace             | poznámky |
|  | Petr I. Veliký (* 30. května 1672; † 28. ledna 1725)           | 22. října 1721    |                        | Po ukončení velké severské války, která Ruskému impériu přineslo značné územní zisky v Pobaltí a velmocenské postavení v Evropě, využil Petr příležitosti a v roce 1721 zavedl císařský (imperátorský) titul, aby tak dodal důraz rostoucímu významu a nárokům. Zároveň korunoval svou druhou manželku císařovnou (carevnou).                                              |
|  | Kateřina I. (* 15. dubna 1683; † 6. května 1727)               | 28. ledna 1725    | květen 1724            | Byla korunována již za života Petra I. carevnou. Vedle korunovace Mariny 8. května 1606 to byla teprve druhá korunovace ženy v Rusku. U příležitosti její korunovace vyšlo první korunovační album. Poprvé nebyla ke korunovaci použita Monomachova čapka, nýbrž nově vytvořená mitrová koruna.                                                                            |
|  | Petr II. (* 22. října 1715; † 18. ledna 1730)                  | 6. května 1727    | 7. března 1728         | Petr II. byl prvním ruským carem, jenž okázale ukončil činnost v Moskvě a poté se v roce 1713 přesunul do Petrohradu, který se stal novým hlavním městem impéria. |
|  | Anna (* 28. ledna 1693; † 17. října 1740)                      | 15. února 1730    | 28. dubna 1730         | Jediná korunovace po Petrovi II., kdy bylo upuštěno od průvodu do Moskvy. Anna nechala pro svou korunovaci zhotovit novou korunu. Touto korunou byly korunovány také carevny Alžběta a Kateřina II. |
|  | Alžběta (* 18. prosince 1709; † 25. prosince 1761)             | 25. prosince 1741 | 25. dubna 1742         | Alžběta zavedla samokorunovaci carů v Rusku. |
|  | Petr III. (* 21. února 1728; † 17. července 1762)              | 25. prosince 1761 | posmrtně               | Jeho syn Pavel I. jej nechal korunovat posmrtně. |
|  | Kateřina II. Veliká (* 2. května 1729; † 6. listopadu 1796)    | 28. června 1762   | 22. září 1762          | Kateřina II. dala zhotovit novou carskou korunu, ta však ještě v době korunovace nebyla dokončena. Navíc oslavy v souvislosti s korunovací se značně prodloužily. |
|  | Pavel I. (* 20. září 1754; † 12. března 1801)                  | 6. listopadu 1796 | 5. dubna 1797          | Pavel založil tradici vjezdu do hlavního města na bílém koni a znovuzavedl pravidlo primogenitury. Od doby korunovace Pavla byla jeho koruna používána stále. |
|  | Alexandr I. (* 12. prosince 1777; † 19. listopadu 1825)        | 12. března 1801   | 15. září 1801          | Poprvé byla korunována carevna novou imperátorskou korunou. |
|  | Mikuláš I. (* 25. června 1796; † 18. února 1855)               | 14. prosince 1825 | 22. srpna 1826         | Při korunovaci Mikuláše I. se poprvé panovnický pár třikrát poklonil z červeného schodiště svému lidu. Zavedení carské hymny „Bože, Carja chrani!“ se také váže k této korunovaci. Mikuláš se rovněž v roce 1829 nechal ve Varšavě korunovat korunou Anny také králem polským. Tento postup však zůstal kvůli dalšímu politickému vývoji Polska ojedinělý.                 |
|  | Alexandr II. (* 17. dubna 1818; † 1. března 1881)              | 19. února 1855    | 26. srpna 1856         | žádné |
|  | Alexandr III. (* 26. února 1845; † 20. října 1894)             | 2. března 1881    | 27. května 1883        | Nejdelší časové rozestup mezi nástupem na trůn a korunovaci a zároveň nejkratší pobyt v Moskvě. |
|  | Mikuláš II. (* 6. května 1868; † 17. července 1918)            | 21. října 1894    | 14. května 1896        | Poslední korunovaný car. Mikuláš uvažoval také o korunovaci Monomachovou čapkou. U příležitosti korunovace Mikuláše a jeho manželky byla pro její matku Marii Fjodorovnu zhotovena nová koruna carevny. Při veřejné slavnosti na oslavu korunovace nového cara došlo k masové panice, při níž zemřely tisíce lidí. Tento incident je znám jako tragédie na Chodynském poli |